# Louis Aliot
Louis Aliot (ur. 4 września 1969 w Tuluzie) – francuski polityk i samorządowiec, jeden z liderów Frontu Narodowego, poseł do Parlamentu Europejskiego VIII kadencji, parlamentarzysta krajowy.

## Życiorys
Z wykształcenia prawnik, absolwent Université Toulouse-I-Capitole. Podjął praktykę w zawodzie adwokata. W latach 1998–2005 na macierzystej uczelni wykładał prawo konstytucyjne.
W 1990 dołączył do Frontu Narodowego, stopniowo awansując w partyjnej strukturze. W latach 1998–2010 zasiadał w radzie regionu Midi-Pireneje. W 2010 uzyskał mandat deputowanego rady regionalnej w Langwedocji-Roussillon. W 2008 został wybrany na radnego Perpignan, utracił jednak ten mandat w 2009 po unieważnieniu wyborów. W tym samym roku bez powodzenia kandydował do Parlamentu Europejskiego, będąc liderem jednej z okręgowych list FN. Od 1999 był dyrektorem gabinetu przywódcy Frontu Narodowego, Jeana-Marie Le Pena, zajmował się koordynacją kampanii prezydenckiej. W latach 2005–2010 pełnił funkcję sekretarza generalnego FN. W 2011 objął stanowisko wiceprzewodniczącego tej partii. Był jednym z organizatorów kampanii prezydenckiej Marine Le Pen w 2012.
W 2014 Louis Aliot został wybrany do Europarlamentu VIII kadencji. W tym samym roku objął funkcję przewodniczącego Ruchu na rzecz Europy Narodów i Wolności, organizacją tą kierował do 2017. W tym samym roku uzyskał mandat posła do Zgromadzenia Narodowego XV kadencji. W 2020 został wybrany na mera Perpignan.

## Życie prywatne
W latach 2009–2019 był partnerem życiowym Marine Le Pen.